# Mission Cleopatra
Mission Cleopatra é uma canção do rapper estadunidense Snoop Dogg com o francês Jamel Debbouze, lançada como single para a banda sonora do filme Asterix & Obelix: Missão Cleópatra de 2002. A canção foi escrita pelos próprios interpretes, e produzida por Daz Dillinger. A canção também foi incluída nas faixas bônus do álbum Paid tha Cost to Be da Boss de Snoop Dogg.

## Faixas
| Formatos |                                                   |             |         |  |
| N.º      | Título                                            | Produtor(s) | Duração |  |
| 1.       | "Mission Cleopatra" (Snoop Dogg & Jamel Debbouze) |             | 3:51    |  |
| 2.       | "Mission Cleopatra" (Instrumental)                |             | 3:52    |  |

## Desempenho nas paradas
| Paradas (2002) | Melhor posição |
| -------------- | -------------- |
| França (SNEP)  | 8              |